# 刘晓梅 (1965年)
刘晓梅（1965年5月—），女，蒙古族，内蒙古赤峰人，中华人民共和国政治人物。1996年加入九三学社，现任九三学社中央委员会副主席。